# Daniel Antonio Jukic
Daniel Antonio Jukic (Buenos Aires, 5. lipnja 1955. – Goose Green, 1. svibnja 1982.), vojni pilot Argentinskog ratnog zrakoplovstva u činu prvog poručnika, hrvatskog podrijetla. Uvršten je na popis "nacionalnih heroja" koji su poginuli u Falklandskom ratu.

## Životopis
Daniel Antonio Jukic rodio se 5. lipnja 1955. u Buenos Airesu u obitelji hrvatskog podrijetla. Njegov otac, Antonio Jukic, bio je rodom iz Splita i njegovi baka i djed, rodom iz Sinja, dolaze u Argentinu 1938. godine. Nakon što je završio srednju školu, prijavio se u Vojnu pilotsku školu u Cordobi i postao vojni pilot.
Umro je 1. svibnja 1982. godine u britanskom zračnom napadu. Ekpslozija je ubila i prvog kaplara Andrésa Luisa Brashicha, također argentinskog Hrvata. U napadu je poginulo 10 ljudi.

## Priznanja
- Posmrtno je 12. travnja 2002. godine odlikovan argentinskim odličjem za zasluge, hrabrost i herojstvo u obrani domovine.
- Zračna luka u argentinskom gradu Reconquista nosi njegovo ime.